# Surinam na Letních olympijských hrách 1976
Surinam se účastnil Letní olympiády 1976. Zastupovali ho 3 muži ve 2 sportech.

## Seznam všech zúčastněných sportovců
| Číslo | Jméno          | Pohlaví | Věk | Sport    |
| ----- | -------------- | ------- | --- | -------- |
| 1     | Roy Bottse     | Muž     | 25  | Atletika |
| 2     | Sammy Monsels  | Muž     | 22  | Atletika |
| 3     | Ricardo Elmont | Muž     |     | Judo     |